# Goeldichironomus xiborena
Goeldichironomus xiborena är en tvåvingeart som beskrevs av Reiss 1974. Goeldichironomus xiborena ingår i släktet Goeldichironomus och familjen fjädermyggor. Inga underarter finns listade i Catalogue of Life.